# مورتروس
مورتروس (به اسپانیایی: Morteros) یک منطقهٔ مسکونی در آرژانتین است که در San Justo Department, Córdoba واقع شده‌است. مورتروس ۱۶٬۸۹۰ نفر جمعیت دارد.